# Myzaphis canadensis
Myzaphis canadensis är en insektsart som beskrevs av Richards 1963. Myzaphis canadensis ingår i släktet Myzaphis och familjen långrörsbladlöss. Inga underarter finns listade i Catalogue of Life.